# Абрахам Коньєдо
Абрахам де Хесус Коньєдо Руано (італ. Abraham de Jesús Conyedo Ruano; нар. 7 жовтня 1993) — кубинський та італійський борець вільного стилю, бронзовий призер чемпіонату світу та Олімпійських ігор, срібний призер Панамериканського чемпіонату.

## Життєпис
На початку своєї спортивної кар'єри захищав кольори кубинської збірної. У її складі 2010 року став срібним призером Літніх юнацьких Олімпійських ігор та 2012 року бронзовим призером Панамериканського чемпіонату серед юніорів. У складі першої кубинської збірної здобув 2015 року срібну нагороду Панамериканського чемпіонату. З 2018 року виступає за збірну Італії. Того ж року приніс їй бронзову медаль чемпіонату світу.

## Спортивні результати на міжнародних змаганнях

### Виступи на Олімпіадах
| Змагання                    | Збірна | Вагова категорія          | Місце  |
| --------------------------- | ------ | ------------------------- | ------ |
| Літні Олімпійські ігри 2020 | Італія | вільна боротьба, до 97 кг | Бронза |

### Виступи на Чемпіонатах світу
| Змагання                        | Збірна | Вагова категорія          | Місце  |
| ------------------------------- | ------ | ------------------------- | ------ |
| Чемпіонат світу з боротьби 2018 | Італія | вільна боротьба, до 97 кг | Бронза |

### Виступи на Панамериканських чемпіонатах
| Змагання                                   | Збірна | Вагова категорія          | Місце  |
| ------------------------------------------ | ------ | ------------------------- | ------ |
| Панамериканський чемпіонат з боротьби 2015 | Куба   | вільна боротьба, до 97 кг | Срібло |

### Виступи на Чемпіонатах Європи
| Змагання                         | Збірна | Вагова категорія          | Місце  |
| -------------------------------- | ------ | ------------------------- | ------ |
| Чемпіонат Європи з боротьби 2018 | Італія | вільна боротьба, до 97 кг | 8      |
| Чемпіонат Європи з боротьби 2020 | Італія | вільна боротьба, до 97 кг | Бронза |
| Чемпіонат Європи з боротьби 2021 | Італія | вільна боротьба, до 97 кг | 12     |

### Виступи на Центральноамериканських і Карибських іграх
| Змагання                                                | Збірна | Вагова категорія          | Місце  |
| ------------------------------------------------------- | ------ | ------------------------- | ------ |
| Центральноамериканські і Карибські ігри 2014 (Сан-Хуан) | Куба   | вільна боротьба, до 97 кг | Золото |

### Виступи на інших змаганнях
| Змагання                                                         | Збірна | Вагова категорія          | Місце  |
| ---------------------------------------------------------------- | ------ | ------------------------- | ------ |
| Cerro Pelado International 2013                                  | Куба   | вільна боротьба, до 96 кг | Срібло |
| Кубок Гранми з боротьби 2014                                     | Куба   | вільна боротьба, до 97 кг | Срібло |
| Кубок Гранми з боротьби 2015                                     | Куба   | вільна боротьба, до 97 кг | Срібло |
| Київський Міжнародний турнір з боротьби 2018                     | Італія | вільна боротьба, до 97 кг | Срібло |
| Меморіал Вацлава Циолковського 2018                              | Італія | вільна боротьба, до 97 кг | 6      |
| Меморіал Іона Корнеану і Ладислава Сімона 2018                   | Італія | вільна боротьба, до 97 кг | Золото |
| Турнір Дана Колова — Николи Петрова 2019                         | Італія | вільна боротьба, до 97 кг | 14     |
| Турнір міста Сассарі з боротьби 2019                             | Італія | вільна боротьба, до 97 кг | Бронза |
| Турнір Яшара Догу 2019                                           | Італія | вільна боротьба, до 97 кг | Бронза |
| Турнір Маттео Пелліцоне 2020                                     | Італія | вільна боротьба, до 97 кг | 5      |
| Кубок світу з боротьби 2020                                      | Італія | вільна боротьба, до 97 кг | 11     |
| Європейський олімпійський кваліфікаційний турнір з боротьби 2021 | Італія | вільна боротьба, до 97 кг | Бронза |
| Світовий олімпійський кваліфікаційний турнір з боротьби 2021     | Італія | вільна боротьба, до 97 кг | Золото |
| Меморіал Вацлава Циолковського 2021                              | Італія | вільна боротьба, до 97 кг | 8      |

### Виступи на змаганнях молодших вікових груп
| Змагання                                                 | Збірна | Вагова категорія           | Місце  |
| -------------------------------------------------------- | ------ | -------------------------- | ------ |
| Літні юнацькі Олімпійські ігри 2010                      | Куба   | вільна боротьба, до 100 кг | Срібло |
| Панамериканський чемпіонат з боротьби серед юніорів 2012 | Куба   | вільна боротьба, до 96 кг  | Бронза |